# 深月ユリア
深月ユリア（ふかつき ユリア、1984年1月7日 - ）は、日本の女優、占い師、モデル、ベリーダンサー、脚本家、ライター。映像制作事務所深月事務所代表。命を守るシェルター協会代表理事。

## 人物
アイヌの父とポーランド人の母のハーフ。母方はポーランドの魔女の家系で幼少期から霊感を持つと本人がブログ等で公言し、そのため「魔女系女優・占い師」としての活動が多い。
国際基督教大学高等学校卒業。慶應義塾大学法学部政治学科卒業。大学時代に芸能プロダクションにスカウトされ、数ヵ月後に南米でも配給された映画「カタナーマン」で魔女役として女優デビューし国内外のメディアで活動する。ハリウッド映画「ジャンパー」にも出演経験がある。
大学卒業後は自身で女優・モデル・ダンサーとして活動しつつ、「深月事務所」を起業。2008年からは、占いの修行に励み、タロット・カバラ・手相占い師、祈祷師・呪術師としての活動を始める。自称「魔女系女優」。
ネグレクトの影響を受け、幼少期から少女時代までコミュニケーションがうまくできず、対人恐怖症に悩んだ時期もあった。また、香港警察に逮捕されたこともある。
スイスの民間防衛白書をあげ、「現在の日本はまさにスイスの「民間防衛白書」が指摘する最終段階、つまり亡国寸前の状態に陥っているようだ。このままでは他国に完全に国を乗っ取られてしまうだろう。この危機的状況に気付き、大手メディアが報じない“真実”に目を向け、政治・経済にもっと関心を持つ人々が増えることを切に願う。」と発言している。

## 出演

### 映画
- カタナーマン（2006年製作、市川徹監督）(魔女ノボーノ役)
- ジャンパー（ハリウッド映画）（2008年）
- HANAMI（独映画）（2008年）
- 東京湾岸ミッドナイト（2008年）
- 旅立ち〜足寄より〜（2009年1月公開、今井和久監督）
- 平成トンパチ野郎2（2010年、センス@（森川芳昭）監督）(深月クリステル役)
- 都市霊伝説 心霊工場（2010年3月レイトショー公開、小沼雄一監督）(藤崎麗子役)
- 神の血（2010年9月レイトショー公開、[是枝勉]監督）(主演:月村彩役 プロデューサー・脚本家兼任)
- マフィアンヤクザ（2010年[後藤憲治]監督)シェリー役
- エビルロード ー悪魔の十字架ー（2010年12月レイトショー公開）(主演:深月マリア（ユリア）役 プロデューサー・脚本家兼任)
- 雑踏の十字架 真夏の陰謀（2011年、碧勇監督）(主演:星川道子役 プロデューサー兼任)
- 恋死体 （ラブゾンビ） 君はゾンビに恋してる（2011年、[友松直之]監督）
- バンパイアピアノレッスン（2011年、[友松直之]監督）お母さん役
- アイドルスナイパー（2011年、[稲葉司]監督）魔女スナイパー役
- 特査密殺員ー深き想いー(2012年)　黒蛇役
- 特査密殺員ー闇は幻ー(2012年)　黒蛇役
- 2チャンネルの呪いー姦姦蛇螺ー(2012年遊山直奇監督)　主演　呪いの巫女役
- 赤頭巾ちゃん(2012年[神村正義]監督)　主演　赤頭巾ちゃん役
- 呪鏡(2012年[青柳宇井郎]監督)　主演　桐生玲子役
- ギャンブル(2012年[武田正章]監督)　悪魔のディーラー役
- ダブルX(2012年[佳本周也]監督)　先生役
- 皐月物語(2012年[長嶋直輝]監督) OL役
- 仁光の受難(2012年[庭月野]監督)　おちか役
- 天心(2012年松村克弥監督)　貴婦人役
- 爆裂三原帝国の逆襲(2013年[三原]監督)　占い師役
- ありえない都市伝説(2013年[寺内康太郎]監督)　幽霊役
- 見てはいけない怨霊動画(2013年[永江二郎]監督)　主演外国人彼女役

### ビデオ映画
- 危廉陣女子学園（2008年、禅ピクチャーズ）(掘北役)
- セーラー服天使 第4弾 少女のうた(2009年)（悪霊リリス役）
- バレットリヴァース（2011年）(アンドロイド森アリエス役)

### ドラマ
- TBS「同窓生」美容室の客役
- TBS「夜のせんせい」給食のお姉さん役
- TBS「半沢直樹」主婦役
- テレビ朝日「匿名探偵」レギュラーダンサー
- スカパー!「鮮血の黙示録」（麗奈役主演、プロデューサー・脚本家　兼任）　是枝勉監督
- 7人の女弁護士
- フジテレビ「結婚しない」ダンサー役
- フジテレビ「HERO」セレブ外国人役

### PV
- 渋さ知らズPV・無声映画「妄想の穴」（魔女占い師ヴィーナとして主演）
- 愛知万博「プロトタイプロボット展」主演
- 「花旗」PV
- 木山裕策PV

### テレビ番組
- スカパー「ムーの基礎知識」レギュラー(ムー48)
- TBS「モニタリング」
- TBS「キョクターン」
- スカパー!「世界一恐ろしい心霊すぽっとファイル」主演、構成、プロデューサー
- 日本テレビ「スッキリ!!」
- テレビ東京「極嬢ヂカラ」
- リアルタイム
- テレビ朝日「タモリ倶楽部」
- 日本テレビ「ジェネジャン!!」
- テレビ朝日「アドレな!ガレッジ」
- 日本テレビ「所さんの目がテン!」
- デスメイク
- 大笑点
- 新春かくし芸大会
- BLOOM
- ファミリー劇場「緊急検証!2015年度版超新約黙示録〜第2回紅白オカルト合戦〜」
- BSスカパー！｢ダラケ！シーズン13#4 え!？本当にいた！魔女集結SP｣

### CM
- JTB
- 雪国もやし
- neo大集合
- 藤本青果WEBCM(主演)

### ラジオ
- FMうらやす「魔女呪術師ユリアの館」レギュラーパーソナリティー
- FMうらやす「ルイノアール・ユリアの館」(協力　経済総合分析株式会社)　MC

### 書籍

#### 電子書籍
- 悪魔の竪琴〜魔女が暴く地震兵器のタブー〜（2011年7月、アクセルマーク）

#### 書籍
- あなたも霊視ができる本 文芸社
- 世界の予言2.0 陰謀論を超えていけ キリストの再臨は人工知能とともに 明窓出版

#### 雑誌
- メンズナックル（占い企画）
- メンズユカイ（占いコーナーレギュラー）
- ナックルズ
- 怨霊動画
- スカパーDays
- 月刊スカパー
- スカパーTVガイド
- 月刊スカパー!光
- 週刊ポスト
- 週刊大衆
- アサヒ芸能
- フラッシュ
- フラッシュEX
- 産経新聞
- 東京スポーツ
- 日刊ゲンダイ
- サンケイスポーツ
- るるぶ
- TOKYO一週間
- フリーペーパー「HOLA!」表紙モデル
- FRIDAY
- 学研「ムー」

### ファッションショー
- 渋谷109HALLOWEENコスプレショー
- 代官山コレクション
- ワコールファッションショーモデル
- ムラサキスポーツ水着ショーモデル
- フェアリーテールファッションショー
- コンテンポラリーダンス・ファッションショーモデル（エイジア開催）
- 平塚ファッションコレクション
- アクシーズファムファッションショー